# Club Ciclista Fénix
El Club Ciclista Fénix, es una institución deportiva uruguaya, cuya actividad principal es el ciclismo.
Fue fundado el 18 de julio de 1932 en el barrio Flor de Maroñas de Montevideo, siendo uno de los clubes ciclistas más antiguos del país junto al Audax de Flores (fundado en 1921).
Debe su nombre a una farmacia, cuyo propietario pagó la afiliación del club en la Federación Ciclista Uruguaya. Los colores que adoptaron para la camiseta fueron el azul, blanco y rojo, en honor a la bandera francesa
Bajo la directiva de Wilson Domínguez, los hermanos Uhalde (Carlos y Fernando), Arquímedes Valli, Mauricio Niski, Raúl Martínez y Albino Marrero entre otros, en 1972 el club comenzó a organizar Rutas de América, la segunda competición de ciclismo más importante del país.
El club también practica baby fútbol y forma parte de la Liga Piedras Blancas.

## Actuaciones en Vuelta y Rutas

### Rutas de América
Rutas de América, carrera que organiza el club, ha sido ganada por sus ciclistas en 9 oportunidades. El primero en concretar una victoria fue José Rossello. Entre 2002 y 2006 ganaron 4 de 5 ediciones, siendo el argentino Matías Médici el único que ha logrado dos victorias con los colores del Fénix (2004 y 2005). A su vez la edición 2004 se dio un hecho no repetido hasta hoy, los tres casilleros del podio fueron ocupados por ciclistas del club.
| Año  | Ciclista              | Posición |
| ---- | --------------------- | -------- |
| 1973 | Alberto Ferrazán      | 3.º      |
| 1978 | Juan Ramón Da Silva   | 2.º      |
| 1978 | Juan Carlos Seijo     | 4.º      |
| 1979 | Juan Carlos Seijo     | 4.º      |
| 1979 | Juan Ramón Da Silva   | 5.º      |
| 1981 | José Rossello         | 1.º      |
| 1983 | Pedro Paiz            | 1.º      |
| 1988 | Jorge Mansilla        | 5.º      |
| 1989 | Eduardo Trillini      | 1.º      |
| 1989 | Juan Eduardo Ikatch   | 3.º      |
| 1997 | Federico Moreira      | 1.º      |
| 1997 | José Maneiro          | 5.º      |
| 1998 | Federico Morales      | 5.º      |
| 2000 | Carlos Quiroga        | 3.º      |
| 2002 | Héctor Morales        | 1.º      |
| 2003 | Héctor Morales        | 3.º      |
| 2004 | Matías Médici         | 1.º      |
| 2004 | Miguel Direnna        | 2.º      |
| 2004 | Luis Alberto Martínez | 3.º      |
| 2005 | Matías Médici         | 1.º      |
| 2005 | Luis Alberto Martínez | 3.º      |
| 2006 | Eleno Rodríguez       | 1.º      |
| 2006 | Luis Alberto Martínez | 2.º      |
| 2013 | Laureano Rosas        | 1.º      |
| 2014 | Román Mastrángelo     | 3.º      |

### Vuelta del Uruguay
El Club Ciclista Fénix tiene en su palmarés dos Vueltas ciclistas, ambas de forma reciente, teniendo en cuenta la historia de la carrera. La primera victoria de etapa fue en 1947 por intermedio de Cristóbal Trueba y el primer podio en 1948 a través de Luis Ángel “Pocho” de los Santos. Fue recién en 1997 cuando se disputó la edición número 54, que Federico Moreira le dio el triunfo al Fénix por primera vez. Diecisiete años después, su yerno, Mariano De Fino le daría la segunda victoria.
En las 73 ediciones disputadas, el club ha ganado 50 etapas (en línea y contrarreloj) y una contrarreloj por equipos, siendo Antonio Díaz con 6 victorias es el corredor que más triunfos obtuvo. Las siguientes tablas indican las etapas ganadas, por año y ciclista (izquierda) y las mejores posiciones en la clasificación general (derecha).
| Año  | Ciclista                 | Etapas |
| ---- | ------------------------ | ------ |
| 1947 | Cristóbal Trueba         | 1      |
| 1948 | Luis Ángel de los Santos | 2      |
| 1956 | Teodoro Pastrana         | 1      |
| 1969 | Antonio Díaz             | 3      |
| 1970 | Rubén Uhalde             | 1      |
| 1973 | Antonio Díaz             | 3      |
| 1975 | Washington Díaz          | 1      |
| 1978 | Alberto Larroca          | 1      |
| 1978 | Juan Carlos Seijo        | 1      |
| 1978 | Juan Da Silva            | 1      |
| 1979 | Alberto Larroca          | 1      |
| 1980 | Juan Da Silva            | 3      |
| 1981 | Alberto Larroca          | 1      |
| 1983 | Pedro Paiz               | 2      |
| 1983 | Alberto Larroca          | 1      |
| 1987 | Sergio Sartore           | 1      |
| 1989 | Jorge Mansilla           | 1      |
| 1989 | Daniel Lozano            | 1      |
| 1990 | Daniel Lozano            | 1      |
| 1992 | Sergio Llamazares        | 2      |
| 1992 | Jorge Acosta             | 1      |
| 1997 | Gregorio Bare            | 2      |
| 1997 | José Maneiro             | 2      |
| 1997 | Federico Moreira         | 1      |
| 1997 | Claudio Sanabria         | 1      |
| 1997 | Gerardo Romero           | 1      |
| 2000 | Carlos Quiroga           | 3      |
| 2003 | Matías Médici            | 2      |
| 2003 | Héctor Morales           | 1      |
| 2004 | Matías Médici            | 2      |
| 2004 | Luis Alberto Martínez    | 2      |
| 2004 | CRE                      | 1      |
| 2010 | Ignacio Maldonado        | 1      |
| 2013 | Diego González           | 1      |
| 2014 | Jorge Soto               | 1      |

| Año  | Ciclista                 | Posición |
| ---- | ------------------------ | -------- |
| 1946 | Cecilio López            | 6.º      |
| 1947 | Cecilio López            | 9.º      |
| 1948 | Luis Ángel de los Santos | 2.º      |
| 1948 | Cecilio López            | 4.º      |
| 1977 | Adán Mansilla            | 3.º      |
| 1978 | Juan Carlos Seijo        | 2.º      |
| 1989 | Eduardo Trillini         | 5.º      |
| 1992 | Jorge Acosta             | 4.º      |
| 1997 | Federico Moreira         | 1.º      |
| 2002 | Héctor Morales           | 4.º      |
| 2003 | Jorge Libonatti          | 3.º      |
| 2004 | Miguel Direnna           | 3.º      |
| 2004 | Matías Médici            | 6.º      |
| 2006 | Luis Alberto Martínez    | 3.º      |
| 2008 | Raúl Sasso               | 7.º      |
| 2009 | Ricardo Guedes           | 2.º      |
| 2013 | Ignacio Maldonado        | 5.º      |
| 2014 | Mariano De Fino          | 1.º      |

## Plantillas

### Temporada 2014-2015

#### Elite y sub-23
| Nombre            | Nacimiento | Nacionalidad |
| Nicolás Arachichú | 06/07/1986 | Uruguay      |
| Mariano De Fino   | 11/05/1983 | Uruguay      |
| Wilder Miraballes | 15/11/1980 | Uruguay      |
| Sixto Nuñez       | 06/05/1992 | Uruguay      |
| Gonzalo Tagliabúe | 18/07/1982 | Uruguay      |
| Juan Manuel Viñas | 30/12/1993 | Uruguay      |

#### Júnior (17 y 18 años)
| Ciclistas              |
| Claudio Castro         |
| Mauricio Chineppe      |
| Diego Jamen            |
| Miguel Ángel Rodríguez |
| Oscar Daniel Viera     |

### Temporada 2015-2016
De los competidores élite solo Mariano De Fino permaneció en el plantel. Llegaron Agustín Moreira proveniente del Estudiantes El Colla de Rosario y Rodrigo Barboza del Peñarol de Tacuarembó. El equipo quedó conformado además por  los juveniles Diego Jamen, Miguel Ángel Rodríguez y Oscar Daniel Viera, promovidos de la categoría júnior, hasta el 31 de diciembre. A partir del 1 de enero de 2016 se incorporaron al club Luis Alberto Martínez, Mauricio Moreira y Víctor Mémoli.
| Nombre/s y apellido    | Nacimiento | Nacionalidad |
| Mariano De Fino        | 11-05-1983 | Uruguay      |
| Luis Alberto Martínez  | 17-03-1973 | Uruguay      |
| Víctor Mémoli          | 21-08-1991 | Uruguay      |
| Agustín Moreira        | 23-07-1993 | Uruguay      |
| Mauricio Moreira       | 18-07-1995 | Uruguay      |
| Rodrigo Barboza        | 04-08-1993 | Uruguay      |
| Diego Jamen            |            | Uruguay      |
| Oscar Daniel Viera     |            | Uruguay      |
| Miguel Ángel Rodríguez |            | Uruguay      |

1. 1 2 3  Desde el 1 de enero.

1. 1 2 3  Hasta el 31 de diciembre.